# Анти-CRISPR
А́нти-CRISPR (англ. Anti-CRISPR) — система белков, благодаря которой бактериофаги (как бактерий, так и архей) противостоят разрушительному действию систем CRISPR/Cas. Системы анти-CRISPR описаны у многих бактериофагов. Белки этих систем в большинстве случаев мешают процессу узнавания мишени и работе белков Cas. Системы анти-CRISPR могут иметь биотехнологическое значение, поскольку могут применяться для тонкой регуляции редактирования генома с помощью технологии CRISPR/Cas9.

## История изучения
До открытия анти-CRISPR был известен только один способ, с помощью которого фагам удается избежать разрушения системой CRISPR/Cas, — приобретение точечных мутаций. Они практически не сказываются на жизнеспособности фага, зато нарушают комплементарность спаривания фаговой ДНК с направляющей РНК, из-за чего система CRISPR/Cas не может распознать вирусный генетический материал. Однако микроорганизмы быстро находят способ обойти эту защиту, вставляя в свой геном новые фрагменты чужеродной ДНК. Первые белки анти-CRISPR открыли в 2013 году у нескольких родственных фагов, поражающих бактерию Pseudomonas aeruginosa. Теоретически, если фаг встроится в геном бактерии, имеющей активную систему CRISPR/Cas, то бактерия погибнет, поскольку разрежет собственный геном. Однако встраивание некоторых фагов в геном бактерий с активной CRISPR/Cas не приводило к гибели клеток. При сравнении геномов фагов, вызывающих гибель бактериальных клеток, и фагов, которые не приводят к смерти клеток, оказалось, что у последних имеется особый локус, содержащий десять совершенно различных и очень коротких генов (длиной 150—450 нуклеотидов). Выяснилось, что белковые продукты пяти из них (acrF1—acrF5) нарушают работу системы CRISPR/Cas типа I-F у P. aeruginosa, а ещё четыре (acrE1–acrE4) блокируют систему типа I-E у той же бактерии. Гены анти-CRISPR были выявлены не только у фагов P. aeruginosa, но также в плазмидах и конъюгативных островках этой бактерии.
Аминокислотные последовательности белков анти-CRISPR сильно различаются и не имеют какого-то общего мотива, который бы помог идентифицировать аналогичные гены в геномах других бактериофагов при помощи стандартных методов биоинформатики. Однако оказалось, что окружение генов анти-CRISPR очень похоже: у всех них после собственно генов анти-CRISPR находится ген, кодирующий транскрипционный фактор Aca1 (от англ. anti-CRISPR associated 1). Фаги, не имеющие генов анти-CRISPR, не имеют и гена aca1. Более того, гены анти-CRISPR и ген aca1 образуют единый оперон, а белок Aca1, по-видимому, регулирует экспрессию анти-CRISPR сообразно стадии инфекционного цикла фага. Белок Aca1 имеет структурный мотив «спираль—поворот—спираль», часто встречающийся среди транскрипционных факторов. Чтобы установить, кодирует ли исследуемый участок генома бактериофага белки анти-CRISPR, учёные проверяли наличие сразу за ним гена, кодирующего белок с мотивом «спираль—поворот—спираль». С помощью такого подхода белки анти-CRISPR, действующие против систем I типа, открыли у бактериофагов разнообразных протеобактерий. Тот же подход привел к открытию анти-CRISPR, нарушающих работу систем II типа.
Недавно создали базу данных белков анти-CRISPR — antiCRISPRdb, — в которой любой желающий может найти известную информацию об интересующем белке анти-CRISPR.

## Механизм действия
Сегодня известно 22 семейства белков анти-CRISPR. Их объединяет лишь малый размер (от 50 до 150 аминокислотных остатков), они не имеют какого-либо общего мотива и ни один из них не похож на какой-либо белок с известной функцией. Поэтому предположить механизм действия анти-CRISPR с помощью биоинформатики оказалось невозможным. Пока удалось установить механизм действия шести белков анти-CRISPR с использованием генетического, биохимического и структурного подходов. Теоретически, белки анти-CRISPR могут влиять на работу CRISPR/Cas на нескольких этапах. Они могут:
- препятствовать вставке новых фрагментов чужеродной ДНК в геном микроорганизма;
- нарушать синтез белков Cas;
- блокировать образование направляющей РНК;
- препятствовать сборке активного комплекса белков Cas с РНК;
- мешать связыванию комплекса с чужеродной ДНК;
- блокировать способность комплекса к разрезанию ДНК-мишени.

На данный момент описано действие белков анти-CRISPR по двум последним сценариям. Например, белки AcrF1 и AcrF2 присоединяются к комплексу белков Cas и РНК, не давая ему связываться с чужеродной ДНК. Белок AcrF3 взаимодействует с белком Cas3, обладающим хеликазной и нуклеазной активностями, и не дает ему присоединиться к комплексу других белков Cas и РНК, уже связавшему ДНК-мишень. AcrIIC1 связывается с нуклеазным доменом белка Cas9 (единственного белка Cas в системах II типа), не давая ему разрезать ДНК.
Некоторые белки анти-CRISPR активны против нескольких систем CRISPR/Cas. Например, белки анти-CRISPR, действующие против систем типа II-A, подавляют работу гомологичных белков Cas9, аминокислотные последовательности которых схожи лишь на 53 %.

## Эволюционное значение
Недавние исследования показали, что одних только точечных мутаций бактериофагам недостаточно, чтобы избежать действия CRISPR/Cas. Фагу необходимо иметь, по крайней мере, один ген анти-CRISPR, чтобы избежать полного уничтожения при совместном культивировании с бактериями с активными системами CRISPR/Cas. По-видимому, столь сильный отбор вносит свой вклад в разнообразие аминокислотных последовательностей и механизмов действия анти-CRISPR. Белки анти-CRISPR служат важными факторами эволюции микроорганизмов. Так, встраивание мобильных генетических элементов с генами таких белков в геном бактерии приводит к постоянной инактивации систем CRISPR/Cas из-за стабильной экспрессии анти-CRISPR. Находящаяся в таком состоянии клетка не может сопротивляться проникновению других мобильных генетических элементов и, следовательно, горизонтальному переносу генов. При долговременной инактивации CRISPR/Cas бактерия может совсем потерять гены cas или накопить мутации, делающие их нефункциональными. Биоинформатический анализ систем CRISPR/Cas различных бактерий показал, что около 12 % из них нефункциональны из-за утраты генов cas или вредных мутаций в них. Экспериментально продемонстрировали, что в условиях, когда приобретение чужеродной ДНК выгодно, бактерии могут вообще целиком терять систему CRISPR/Cas.

## Биотехнологическое значение
На данный момент известны белки анти-CRISPR, подавляющие работу Cas9 бактерии Streptococcus pyogenes (именно этот фермент чаще всего используют для редактирования геномов с помощью систем CRISPR/Cas). Более того, два из них делают это в клетках человека, блокируя редактирование генома. Поэтому с помощью белков анти-CRISPR можно регулировать редактирование генома посредством CRISPR/Cas, например, оставляя систему активной только в некоторых тканях и органах, только на определенных этапах эмбрионального развития или только в определенные моменты клеточного цикла. Кроме того, применение анти-CRISPR поможет уменьшить частоту внеплановых мутаций, вносимых Cas9. Обычно Cas9 активен до тех пор, пока клетка не разрушит или фермент, или направляющую РНК, и слишком длительный период активности Cas9 часто приводит к мутациям вне гена-мишени. Многие бактериальные патогены человека имеют активные системы CRISPR/Cas, и применение белков анти-CRISPR может значительно повысить эффективность фаговой терапии. Таким образом, в будущем белки анти-CRISPR могут найти широкое применение в биотехнологии, генной инженерии и медицине.